# Gaston Defferre

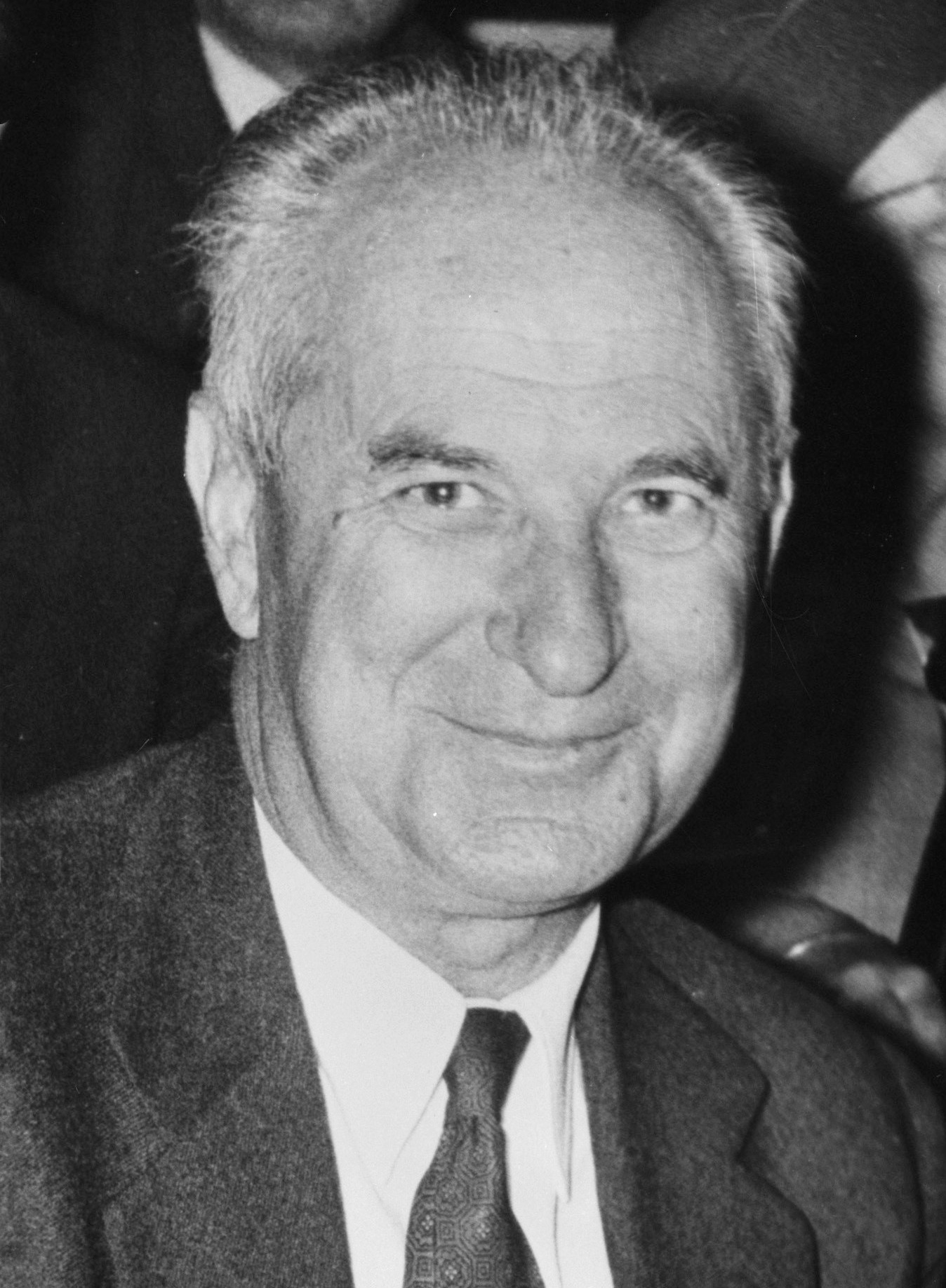
Gaston Defferre.

Gaston Paul Charles Defferre fue un político francés, miembro de la Resistencia francesa, alcalde de Marsella y ministro del Interior durante el gobierno de François Mitterrand. Nació en Marsillargues, departamento de Hérault, entre Montpellier (Hérault) y Nîmes (Gard), el 14 de septiembre de 1910, y falleció en Marsella el 7 de mayo de 1986. Hijo de Paul Defferre, abogado en Nîmes, y de Suzanne, Causse de soltera. Su tercera esposa fue la escritora Edmonde Charles-Roux.

## Carrera política

### Antes de la Liberación
Tras efectuar estudios de derecho, se convierte en abogado ante los tribunales de Marsella en 1931, siendo ya militante socialista. En 1940, es uno de los primeros miembros socialistas de la Resistencia francesa, formando parte de la red Brutus-Boyer con el seudónimo de teniente coronel Danver. Pasa a la clandestinidad cuando los alemanes invaden la zone libre el 12 de noviembre de 1942.
Una de las pocas anécdotas conocidas de este combate en las sombras será la de una evasión en Toulouse: había que lograr la huida de Malafosse, un resistente indispensable, detenido y encarcelado. Cuatro resistentes, entre ellos Boyer y Defferre, se disfrazan de gendarmes, y entran en la prisión con una falsa orden de traslado. Boyer se queda en el vehículo, de tracción delantera. Como solo tenían tres pantalones azules para los cuatro, pensaron que pare el chófer bastaría con solo la chaqueta. Boyer está inquieto. El motor de arranque del vehículo está averiado y hay que evitar que el motor se cale. Pero ya los falsos gendarmes han puesto las esposas a Malafosse, le han sacado de prisión y le empujan al vehículo que se va.
Hombre de una franqueza abrupta y directa, contribuye con otros como Charles de Gaulle o Michel Debré a la insurrección popular contra el invasor alemán.

### IV República
Fue alcalde socialista de Marsella entre 1953 y 1986, tras un período previo 1944-1945.
Preparó, con ayuda de Pierre Messmer, la descolonización del África subsahariana en tanto que ministro de Guy Mollet en 1956-1957, para lo cual redactó la Ley que fue conocida con su nombre, Ley Defferre.

### V República
Apoya el voto afirmativo en el referéndum constitucional de 1958. Derrotado en las legislativas de 1958, ocupa un escaño en el Senado de 1959 a 1962 para posteriormente recuperar su mandato como diputado socialista, en 1962, siendo siempre reelegido hasta 1986. Fue presidente del Grupo Parlamentario socialista en la Asamblea Nacional Francesa.
En 1969 es candidato a la Presidencia de la República, en cooperación con Pierre Mendès France, a quien debía convertir en primer ministro caso de ganar las elecciones, pero es derrotado en primera vuelta recibiendo tan solo 1.133.222 votos, alrededor de un 5 %. Esta campaña fue la única tentativa socialcentrista durante la V República, inspirada por el "Monsieur X." del semanario L'Express, retrato robot del candidato ideal de la izquierda no comunista. Su fracaso conducirá a la fundación del nuevo Partido Socialista, y a la estrategia de alianza de izquierdas con el Partido Comunista a través del Programa común de la izquierda, lo que llevará a la victoria de la izquierda en 1981.
Fue ministro del Interior y de la Descentralización del 2 de mayo de 1981 al 17 de julio de 1984 en el Gobierno de Pierre Mauroy, y posteriormente ministro de Estado encargado de la Planificación y Acondicionamiento del Territorio en el Gobierno de Laurent Fabius del 18 de julio de 1984 al 20 de marzo de 1986 durante el primer mandato presidencial de François Mitterrand.
Autor de las leyes de descentralización. 
Michel Colucci, el popular cómico francés conocido como Coluche, opinó : «para ocuparse de la gran delincuencia, lo mejor era nombrar un especialista».

### Alcalde de Marsella
Destaca especialmente por su largo mandato como alcalde de Marsella, desde 1953 y hasta su fallecimiento en 1986. En 1983, fue elegido con menos votos que los obtenidos por su adversario, Jean-Claude Gaudin, ya que en su condición de ministro del Interior, acababa de modificar el modo de escrutinio para las ciudades de París, Lyon y Marsella, haciéndose la elección, respecto de las dos primeras, en cada distrito, mientras que para Marsella se había procedido a un reparto por sectores adaptados al alcalde saliente. Incidentalmente, tras la muerte de Defferre este sistema electoral para Marsella fue modificado. 
Durante su mandato, Marsella aumentó considerablemente su población, debido, entre otras causas, a la repatriación de los franceses procedentes de Argelia. La ciudad se desarrolla acuciada por la urgencia en resolver las necesidades de la población, con lo que se construyen numerosos bloques de pisos, dando preferencia al cemento. Los esfuerzos del Ayuntamiento se dirigen prioritariamente hacia el desarrollo de nuevos barrios urbanos, en detrimento del centro de la ciudad. 
Se construyen dos líneas de metro, y la tierra extraída para su construcción es utilizada para la creación de playas artificiales, oficialmente denominadas playas Gaston Defferre, lo que no impide a los marselleses llamarlas plages du Prado (playas del Prado). 
Gaston Defferre fue igualmente propietario de los diarios marselleses Le Provençal (socialista) y Le Méridional (de derecha).

## Mandatos políticos

### Funciones electivas
- Diputado socialista por Bouches-du-Rhône 1945-1958 y 1962-1986
- Alcalde de Marsella 1944-1945 y 1953-1986

### Funciones gubernamentales
- Secretario de Estado para la Información en el Gobierno de Félix Gouin (del 26 de enero al 24 de junio de 1946).
- Subsecretario de Estado para la Francia de Ultramar en el tercer Gobierno de Léon Blum (del 16 de diciembre de 1946 al 22 de enero de 1947).
- Ministro de la Marina Mercante en el primer Gobierno de René Pleven (del 12 de julio de 1950 al 10 de marzo de 1951).
- Ministro de la Marina Mercante en el tercer Gobierno de Henri Queuille (del 10 de marzo al 11 de agosto de 1951).
- Ministro de la Francia de Ultramar en el Gobierno de Guy Mollet (del 1 de febrero de 1956 al 13 de junio de 1957).
- Ministro de Estado, ministre del Interior y de la Descentralización en el primer Gobierno de Pierre Mauroy (del 22 de mayo al 23 de junio de 1981).
- Ministro de Estado, Ministro del Interior y de la Descentralización en el segundo Gobierno de Pierre Mauroy (del 23 de junio de 1981 al 22 de marzo de 1983).
- Ministro del Interior y de la Descentralización en el tercer Gobierno de Pierre Mauroy (del 22 de marzo de 1983 al 17 de julio de 1984).
- Ministro de Estado encargado del Planeamiento y Acondicionamiento del Territorio en el Gobierno de Laurent Fabius (del 17 de julio de 1984 al 20 de marzo de 1986).